# Силвейра, Мануэл
Мануэл Пинту Тейшейра да Силвейра да Фонсека (3 марта 1784, Вила-Реал — 7 марта 1830, Лиссабон) — португальский генерал и политический деятель, активный участник Пиренейских и Мигелистских войн.

## Биография
Мануэл Силвейра родился в семье графа д’Амаранте. С восьми лет был приписан к кавалерийскому полку, учился в Real Colégio dos Nobres.
Отличился в войне 1809—1814 годов с французами, ещё в 1808 году став одним из руководителей восстания против них. В 1819 году был назначен губернатором Валенсы, в 1820 году был произведён в фельдмаршалы.
В 1823 году, не приняв революции 1820 года, Мануэл Пинту Тейшейра да Силвейра да Фонсека стал вождём заговора, устроенного ультрароялистами (партия дона Мигела и королевы Шарлотты) в провинции Траз-уш-Монтиш, где находились его имения и где он пользовался значительным влиянием среди дворянства и духовенства, против кортесов и сентябрьской конституции 1820 года; первоначально потерпел поражение и был вынужден укрыться в Испании, но после торжества ультрароялистов вернулся в Лиссабон и получил титул маркиза Шавеса, повышение до генерал-лейтенанта и несколько орденов.
Когда после смерти короля Иоанна VI (1826 год) в Португалии была провозглашена новая конституция, он в октябре вновь поднял восстание, провозгласив дона Мигела неограниченным монархом Португалии; в Тавейре он организовал временное правительство. Разбитый в нескольких сражениях, был принуждён с остатками войска перейти границу и снова бежать в Испанию. Когда дон Мигел сделался наместником королевства, Силвейра получил возможность вернуться на родину, но вследствие дворцовых интриг был дурно принят при дворе и удалился в свои поместья, где и умер.